# یورگن هابرماس
یورگن هابرماس (به آلمانی: Jürgen Habermas) (زاده ۱۸ ژوئن ۱۹۲۹ در دوسلدورف آلمان) جامعه‌شناس، فیلسوف، نظریه‌پرداز اجتماعی معاصر و وارث مکتب فرانکفورت است که در چارچوب سنت نظریه انتقادی و پراگماتیسم آمریکایی کار می‌کند.
او از بزرگ‌ترین فلاسفه و متفکرین زندهٔ حوزه علوم اجتماعی و وارث مکتب فکری بانفوذِ فرانکفورت است؛ مکتبی که تأثیری بسیار عمیقی بر تحول فکری او گذاشته‌است. تا آن‌جا که پیش از هر چیز نام او، مکتب فرانکفورت را تداعی می‌کند. گذراندن دوران نوجوانی در دوران آلمان نازی نقطه آغاز بسیاری از تحولات فکری‌اش شد و مانند بسیاری از روشنفکرانی که نازیسم را تجربه کرده‌اند، در آغاز کار روشنفکرانه‌اش سخت کنجکاو شد تا بداند چطور می‌توان ظهور نازیسم را در آلمان – کشوری با این همه اندیشه فلسفی درخشان و رهایی‌بخش – توصیف و تبیین کرد؟ او هم، مانند سایر روشنفکران معاصرش، به صرافت بازاندیشی و تعیین دوباره جایگاهِ دقیقِ سنت تفکر آلمانی افتاد که تحقیر شده بود.
تمرکز پژوهش‌های او بر روی شناخت‌شناسی، مدرنیته و تجزیه و تحلیل تحولات اجتماعی جوامع پیشرفته صنعتی سرمایه‌داری و سیاست روز آلمان به ویژه با توجه به نقش رسانه‌های همگانی است. شهرت او بیشتر به ابداع اصطلاح و تز گستره همگانی یا فضای عمومی است که فضایی فکری و اجتماعی را مدنظر دارد که در آن، فعالیت‌های آگاهی بخش رسانه‌ای به ایجاد زمینه برای بحث‌های اجتماعی و انتقادی و ظهور چیزی که او آن را برای دموکراسی بنیادی می‌داند، می‌انجامد.
به نظر وی اطلاعات (اکسیژن دموکراسی) در این گستره فرآوری می‌شود و هرچه فرایندها و روندهای این تولید، آزادتر و خردورزانه تر و با مشارکت حداکثری همه نیروهای اجتماعی باشد، مزایای دموکراسی واقعی تر و تأثیرگذارتر می‌شود. گستره همگانی فضای اجتماعی ای است که در آن مردم آزادانه شرایط اجتماعی خودرا نقد کرده؛ مشکلات را برشمرده و بر جریان تصمیم‌گیری سیاسی تأثیر می‌گذارند. به نظر هابرماس گستره همگانی خاستگاه افکارعمومی است. گستره همگانی میانجی فضای خصوصی و فضای عمومی است و هرچه آزادتر و فکورانه تر باشد مناسبات اجتماعی خردورزانه تر و انسانی تر خواهد بود. هابرماس بر این اعتقاد است که از اواخر سده نوزدهم گستره همگانی بر اثر افزایش فعالیت‌های تجاری و بازرگانی و سودگرایی دارندگان این رسانه‌ها و نیز فروکش کردن تمایلات انقلابی پیشین سرمایه‌داری رو به کاهش گذاشته‌است.

## زندگی
هابرماس در ۱۸ ژوئن ۱۹۲۹ در دوسلدورف آلمان به دنیا آمد و در گومرزباخ بزرگ شد؛ جایی که پدرش، رئیس دفتر صنعت و تجارت شهر و پدربزرگش، مدیر آموزشگاه محلی بود. پدر هابرماس از سال ۱۹۳۳ عضو حزب ناسیونال سوسیالیست (NSDAP) بود و پس از بازگشت از اسارت آمریکایی‌ها در رده «پیروان حزب» (پیروان) طبقه‌بندی شد. یورگن جوان همان‌طور که در آن زمان برای کودکان ۱۰ تا ۱۴ سال تجویز می‌شد، عضوی از سازمان جوانان (جونگولک) شد که شاخه‌ای از سازمان شبه‌نظامی جوانان هیتلری بشمار می‌رفت. هابرماس برای بودن در رده رهبر سازمان جوانان (جوانان‌پیشوا) همچنان فراتر از محدودیت سنی در آن سازمان ماند و مجبور نشد در ۱۴ سالگی به سازمان جوانان هیتلری بپیوندد. در فوریه ۱۹۴۵، در ۱۵ سالگی، مانند برادر بزرگترش به ورماخت فراخوانده شد و در حالی که پدرش نیز دوباره داوطلب شده بود، خود را تا زمانی که آمریکایی‌ها منطقه را اشغال کردند از افسران پلیس پنهان کرد.
فعالیت‌های دوران نوجوانی او در سازمان جوانان (جونگولک)، در سال ۲۰۰۶ منجر به بحث‌های داغی شد. یواخیم فست در زندگینامه خود که پس از مرگش منتشر شد، هابرماس را به عنوان رهبر جوانان هیتلری که در تمام زمینه‌های وجودی با رژیم مرتبط بود توصیف کرده‌است. این ادعا توسط هابرماس و با شهادت هانس اولریش ولر تاریخ‌نگار مهم آلمانی رد شده‌است.
هابرماس تحصیلاتش را در شهر گومزباخ و در دانشگاه‌های گوتینگن، بن و زوریخ گذراند و مدتی روزنامه‌نگار بود. در ۱۹۵۴ از رساله‌اش با عنوان مطلق و مفهوم تاریخ: در بررسی تضاد بین مطلق و مفهوم تاریخ در اندیشه شلینگ دفاع کرد.
او در سال ۱۹۵۵ با اوته وسلهوف ازدواج کرد و از او صاحب سه فرزند است: تیلمان هابرماس (متولد ۱۹۵۶)استاد روانکاوی در دانشگاه فرانکفورت از سال ۲۰۰۲، ربکا هابرماس (متولد ۱۹۵۹) استاد تاریخ در دانشگاه گوتینگن از سال ۲۰۰۰ و جودیت هابرماس (متولد ۱۹۶۷) ناشر.
در دهه ۱۹۵۰ هابرماس آثار لوکاچ را خواند و به‌شدت تحت تأثیر قرار گرفت. وی بعد از اتمام رساله اش در سال ۱۹۵۶ به مؤسسه تحقیقات اجتماعی در فرانکفورت رفت. بعد به مطالعه نوشته‌های دیگر متقدمان مکتب فرانکفورت روی آورد. بین سال‌های ۱۹۵۶ تا ۱۹۵۹ دستیار آدورنو شد و به این ترتیب از استادش بسیار آموخت و مجموعاً همه این‌ها باعث گردید تا اولین اثرش یعنی دگرگونی ساختاری حوزه عمومی را در ۱۹۶۲ بنویسد. مجموعه تأییدها، کاربست‌ها و نقدهای بسیار، این کتاب را – که البته با تأخیر زیاد در سال ۱۹۸۹ به انگلیسی ترجمه شد – به اثری هم‌چنان زنده و پرخواننده بدل ساخته‌است.
هابرماس از ۱۹۶۱ تا ۱۹۶۴ در دانشگاه هایدلبرگ به تدریس فلسفه پرداخت و نیز از ۱۹۶۴ تا ۱۹۷۱ در دانشگاه فرایبورگ جامعه‌شناسی و فلسفه تدریس کرد. از ۱۹۷۲ تا ۱۹۸۱ مدیریت مؤسسه تحقیقات ماکس پلانک در استارنبرگ را بر عهده گرفت. پس از بازگشت به فرانکفورت در ۱۹۸۱، بزرگ‌ترین اثر خود، نظریه کنش ارتباطی را منتشر ساخت. از ۱۹۸۲ تا ۱۹۹۸ نیز در دانشگاه گوته فرانکفورت به تدریس اشتغال داشت و اکنون بازنشسته شده‌است. جز این‌ها، مطالعه پراگماتیسمِ آمریکایی و اندیشه‌ورزی در حوزه‌های متنوع فلسفی – که مغفولِ دانش‌جویان هم‌نسلش بود – او را از سایر اندیشمندان هم‌ترازش متمایز ساخته‌است.
او در مقالات و کتاب‌های خود نسبت به کارل پوپر، هانس گئورگ گادامر، ژان-فرانسوا لیوتار و ژاک دریدا انتقاداتی داشته و آنان را به مباحثه خوانده‌است.
وی همچنین بزرگ‌ترین نظریه‌پرداز جنبش دانشجویی تاکنون بوده و بیشترین ارتباطات دانشگاهی و تشکیلاتی را با آنان داشته‌است. هر چند که تندروی‌های دانشجویان آلمانی در جریان انقلابات دانشجویی دهه هفتاد او را خشمگین ساخت بگونه‌ای که حرکت‌های دانشجویان را فاشیسم چپ‌گرا خواند. او بعدها از کاربرد شتابزده این اصطلاح پشیمان شد اما بر مواضع انتقادی خود از آنان باقی‌ماند.

## اندیشه
مطالعه آثار هابرماس، خواننده را پیشاروی جامعه‌شناسی قرار می‌دهد که بن‌مایه‌های قوی فلسفی دارد و این موضوع، یکی از تفاوت‌های او با فرانکفورتی‌های قدیمی‌تر است. هابرماس گرچه هم دانش‌آموخته و هم این‌روزها نمایندهٔ زنده – و به بیانی، آخرین بازمانده – مکتب فرانکفورت است؛ اما در مواردی با آن‌ها هم‌رأی نیست. از جمله این‌که زیربنا و بن‌مایه کارهای هابرماس فلسفی‌ست؛ در حالی‌که مثلاً در اندیشه‌های آدورنو و هورکهایمر – شاید جز در مقاله نظریه انتقادی و نظریه سنتی و در مانیفست ۱۹۳۷ و همین‌طور در نطق افتتاحیه هورکهایمر – تأکید زیادی بر فلسفه وجود ندارد. در یک‌کلام، هابرماس از پیشینه فلسفی آلمان، بسیار پرمایه‌تر از دیگر فرانکفورتی‌ها بهره برده‌است و این، خود را در نقد هابرماس به آدورنو و دیگر فرانکفورتی‌ها نشان می‌دهد، آن‌جا که سرزنش‌وار از عدمِ توجه آن‌ها به هایدگر می‌گوید. باز به همین شکل، با اینکه بسیاری از فرانکفورتی‌های نسل اول برای رهایی از نازیسم، مدتی کم و بیش طولانی را در آمریکا گذراندند، هابرماس در نقد آن‌ها از کم‌توجهی‌شان به جامعه‌شناسی آمریکایی می‌گوید. در حالی‌که خود، کاملاً از جامعه‌شناسی آمریکایی در نظریه‌پردازی سود برده‌است.
نیز، هابرماس، اشکالِ نمادین تعامل اجتماعی را به نظریه انتقادی فرانکفورت افزوده‌است و به‌هیچ‌وجه، بدبینی فرانکفورتی‌ها را نسبت به خِرَد ابزاری ندارد. او، به خرد رهایی‌بخش و بهتر شدن زندگی مردم معتقد است. بن‌مایه‌های فلسفی کار هابرماس و تعلقش به مکتب انتقادی باعث می‌شود که برای جامعه‌شناسی به جز تحلیل و تبیین، وظیفه ارائه راه حل و یاری رساندن به دیگران را نیز قایل باشد و همه این‌ها، مجموعاً او را به اندیشمندی بزرگ و متفاوت بدل نموده‌است. این تفاوت را پیوزی، به خلاصه‌ترین وجه، این‌طور بیان می‌کند:
هابرماس، از توجه زیادی که به او شده در شگفت است. برای او، زندگی فکری، بازی، شغل و پرورش هوش و استعداد نیست؛ بلکه قبل از هر چیز، احساس انجامِ وظیفه‌است و همین احساسِ انجامِ وظیفه از طریقِ جدیت اخلاقی، بر تمام کارهای او سایه افکنده‌است. تنها هدفِ تحقیقاتی هابرماس، پیش‌بینی و توجیهِ جامعه بهتر جهانی‌ست که فرصت‌های بیشتری را برای نیکبختی و صلح و وحدت ممکن سازد. جامعه‌ای عقلانی‌تر و منطبق با نیازهای جمعی و نه منطبق با قدرت‌های خودکامه.
هابرماس پس از فاجعه ۱۱ سپتامبر در گفتگویی مسئله ناهمزمانی تفکر و ابزار را مطرح می‌کند که در جوامع پیش و در حال گذار موجب خشونت و در نهایت تروریسم می‌شود. هابرماس از حمله نظامی آمریکا علیه صرب‌ها در جنگ کوزوو حمایت کرد که با انتقادهای زیادی مواجه شد.

## روش‌شناسی
نقد پوزیتویسم: آنچه در روش‌شناسی هابرماس به وضوح خودنمایی می‌کند، نقد او بر اثبات گرایی است. او اثبات گرایی را درست، اما ناقص می‌داند؛ درست است، زیرا توانایی بیانگری بسیاری از مسائل را در علوم طبیعی داراست، و ناقص است، زیرا اگر به ساحت انسان و روابط انسانی گام نهد به‌غایت ضعیف و کم اثر می‌شود. او به نقد سخنان امثال کنت و دورکیم می‌نشیند.
کنت روش تفحص در امور قابل اثبات و نیز مشاهده پدیده‌ها و کشف قوانین به موجب استقراء در مقابل تفکر متافیزیکی و جزمیات مذهبی قرار می‌داد. از آن پس اصالت اثبات به معنای کاربرد روش‌های تجربی. در همه علوم و تعمیم دادن روش‌های علوم طبیعی به علوم اجتماعی به کار رفته‌است.
هابرماس می‌گوید: پوزیتویسم نوعی علم گرایی است که بر روش علوم طبیعی معاصر حاکم گشته و بر اساس این نوع علم گرایی، تنها قضایا و مفاهیمی می‌توانند در عرصه داوری و نیز ارتباط با هرگونه نظریه شناخت معتبر به‌شمار آیند که با قضایا و مفاهیم علوم طبیعی هماهنگ و همسو باشند. اثبات گرایی در پی آن بود که تا نوعی روش‌شناسی تهی گشته از اندیشه فلسفی را جایگزین بحث دربارهٔ «شناخت» کند. فلسفه علمی که از میانه قرن نوزدهم، خود را جانشین نظریه شناخت مطرح ساخته، همان روش‌شناسی پذیرفته شده‌ای است که علمانیت علمی گری علوم را امری بدیهی تلقّی می‌کند. «علمی گری» یعنی باور به اینکه دیگر نمی‌توان علم را تنها یکی از اشکال ممکن شناخت تصور کرد، بلکه «شناخت» و «علم» را باید یکی دانست.

## نظریه کنش ارتباطی
یکی از بهترین ایده‌های هابرماس «کنش ارتباطی» است که در آن کنشگران در جامعه با مباحثه استدلالی، توافق و همکاری، به دنبال دستیابی به فهم مشترک و کنش‌های تفاهمی هستند؛ درحالی که در کنش استراتژیک کنشگران صرفاً به دنبال اهداف خود هستند.
نظریه کنش ارتباطی به دنبال رهایی انسان است. این رهایی با چرخش از فلسفه آگاهی به فلسفه زبان امکان‌پذیر است

## گفتگوهای کلیدی و تعامل با سیاست

### نزاع بر سر پوزیتیویسم
نزاع بر سر پوزیتیویسم یک مناقشه سیاسی - فلسفی بین خردگرایان انتقادی (کارل پوپر، هانس آلبرت) و مکتب فرانکفورت (تئودور آدورنو، یورگن هابرماس) در سال ۱۹۶۱ بود. در مورد روش‌شناسی علوم اجتماعی، از سال ۱۹۶۱ تا ۱۹۶۹ به بحث گسترده‌ای در جامعه‌شناسی آلمان تبدیل شد.

### هابرماس و گادامر
بین هابرماس و هانس گئورگ گادامر در مورد حدود هرمنوتیک اختلاف وجود دارد. گادامر کتاب بزرگ خود را به نام «حقیقت و روش» در سال ۱۹۶۰ تکمیل کرد و در مناظره خود با هابرماس بر سر امکان فراتر رفتن از تاریخ و فرهنگ به منظور یافتن موضعی واقعاً عینی برای نقد جامعه پرداخت.

### هابرماس و فوکو
در مورد اینکه آیا ایده‌های میشل فوکو «تحلیل قدرت» و «تبارشناسی» یا ایده‌های یورگن هابرماس در مورد «عقلانیت ارتباطی» و «اخلاق گفتمان» نقد بهتری از ماهیت قدرت در جامعه ارائه می‌دهد. این مناظره ایده‌های محوری هابرماس و فوکو را در رابطه با مسائل قدرت، عقلانیت، اخلاق، مدرنیته، دموکراسی، جامعه مدنی و کنش اجتماعی مقایسه و ارزیابی می‌کند،

### هابرماس و لومان
نیکلاس لومان پیشنهاد کرد جامعه را می‌توان با موفقیت از طریق نظریه سیستم‌ها تحلیل کرد. بین نظریه کنش ارتباطی یورگن هابرماس و نظریه سامانه‌های لومان تضاد وجود دارد.

### هابرماس و رالز
مناظره‌ای بین هابرماس و جان رالز وجود دارد.

## هابرماس و رسانه
از نگاه هابرماسی، سرشت همه جایی و همه شمول رسانه‌ها، هیچ راهی برای شکل‌گیری و بالیدن تفکر انتقادی یا کنش انتقادی برای افراد بازنمی‌گذارد. وقتی قدرت برخورد انتقادی و سازندهٔ افراد با دانش و اطلاعاتی که از بالا دریافت می‌کنند به یغما می‌رود، آنان به صورتی منفعل و منزوی در زیست‌جهان به سر می‌برند و روالها مکرر روزمره را بدون تفکر می‌پذیرند و آن را صرفاً طبیعتی ثانوی به‌شمار می‌آورند.

## جایزه‌ها
- ۱۹۷۴: جایزه هگل
- ۱۹۷۶: جایزه زیگموند فروید
- ۱۹۸۰: جایزه تئودور آدورنو
- ۱۹۸۵: جایزه خواهر و برادر شول
- ۱۹۸۶: جایزه گاتفرید ویلهلم لایب‌نیتس
- ۱۹۸۷: جایزه سونینگ هر دو سال یکبار برای کمک‌های برجسته به فرهنگ اروپا اعطا می‌شود.
- ۱۹۹۵: جایزه کارل یاسپرس
- ۱۹۹۹: جایزه تئودور هیوس
- ۲۰۰۱: جایزه صلح تجارت کتاب آلمان
- ۲۰۰۳:  بنیاد شاهزاده آستوریاس در علوم اجتماعی
- ۲۰۰۴: جایزه کیوتو در هنر و فلسفه (۵۰ میلیون ین)
- ۲۰۰۵: جایزه یادبود بین‌المللی هولبرگ (۵۲۰۰۰۰ یورو)
- ۲۰۰۶: جایزه برونو کریسکی
- ۲۰۰۸: جایزه اروپا برای فرهنگ سیاسی (بنیاد هانس رینگر) در  جشنواره فیلم لوکارنو (۵۰۰۰۰ یورو)
- ۲۰۱۰: مدال اولیس، کالج دانشگاه دوبلین
- ۲۰۱۱: جایزه ویکتور فرانکل
- ۲۰۱۲: جایزه هاینریش هاینه
- ۲۰۱۲: جایزه فرهنگ مونیخ
- ۲۰۱۳: جایزه اراسموس[۱۵]
- ۲۰۱۵: جایزه کلوگ
- ۲۰۲۱: جایزه کتاب شیخ زاید (به دلیل استناد به نظام سیاسی امارات متحده عربی به عنوان یک غیردموکراسی سرکوبگر، رد شد)[۱۶][۱۷][۱۸]

## هابرماس در ایران
مرکز گفتگوی تمدن‌ها همزمان با برنامۀ گفتگوی تمدن‌های دولت سیدمحمد خاتمی دعوت از افرادی همچون یورگن هابرماس، ادوارد سعید، نوام چامسکی، پل ریکور، هانس کونگ و یوزف فان اس را در برنامۀ خود قرار داده بود که دعوت از هابرماس نخستین برنامۀ آن به شمار می‌رفت. به گفتۀ عطاءالله مهاجرانی که در آن زمان مدیر این مرکز بود، با انتشار خبر دعوت از هابرماس گروه‌های مخالف جمهوری اسلامی تلاش کردند با طرح مسئلۀ صدور فتوای قتل سلمان رشدی توسط خمینی این سفر را در راستای مشروعیت دادن به رژیم ایران دانسته و هابرماس را از سفر به ایران منصرف کنند. با این وجود مقامات وقت جمهوری اسلامی از طریق حسین ثابت بازرگان ایرانی ساکن آلمان و مالک هتل داریوش کیش که سرمایه‌گذاری فراوانی در ساخت هتل‌های متعدد در اسپانیا داشته و همبازی تنیس هلموت اشمیت بوده، توانستند موضوع را با هلموت اشمیت مطرح کنند تا وی نیز یوشکا فیشر وزیر خارجۀ وقت آلمان را که شاگرد هابرماس بوده واسطه قرار دهد و از هابرماس بخواهد دعوت مقامات جمهوری اسلامی را بپذیرد و به ایران بیاید.
هابرماس درنهایت در اردیبهشت ۱۳۸۱ به ایران آمد و یک هفته در ایران بود. وی در روز ‎۲۴ اردیبهشت ۱۳۸۱ در دانشگاه تهران به سخنرانی پرداخت. در این سخنرانی او به نقد جامعهٔ سکولار غرب و نتایج سکولار شدن جامعه پرداخت و به سوالات حاضرین پاسخ داد. هابرماس همچنین به شیراز نیز سفر کرد و در دانشگاه شیراز نیز حضور یافت. وی همچنین در انجمن حکمت و فلسفه نیز سخنرانی کرد. وی پس از بازگشت به آلمان، در مصاحبه‌ای با فرانکفورتر آلگماینه وقایع سفر و نتایج آن را شرح داد.